# Gheorghe Hoha
Gheorghe Hoha (n. 5 ianuarie 1941) este un fost senator român în legislatura 2000-2004, ales în județul Vaslui pe listele partidului PDSR iar din iunie 2001 a evenit membru PSD. În cadrul activității sale parlamentare, Gheorghe Hoha a fost membru în grupurile parlamentare de prietenie cu Republica Bulgaria și Republica Armenia. Gheorghe Hoha a fost mebru în comisia pentru învățământ, știință, tineret și sport (din dec. 2003), în
comisia juridică, de numiri, disciplină, imunități și validări (din sep. 2004), în comisia pentru cultură, artă și mijloace de informare în masă (până în apr. 2004), în comisia pentru cercetarea abuzurilor, combaterea corupției și petiții (apr. 2003 - mar. 2004) și în omisia pentru învățământ, știință, tineret și sport (până în apr. 2003). Gheorghe Hoha a inițiat 7 propuneri legislative din care 5 au fost promulgate legi.    